# 박종욱 (희극인)
박종욱(1988년 4월 15일 ~ )은 대한민국의 희극 배우다. 별명으로는 김그라로 2016년 SBS 16기 공채 개그맨으로 데뷔하였다.
현재 유튜브에서 김그라라는 예명으로 유튜버로 활동중이다.

## 방송
- 웃찾사 (SBS)
  - 살점
  - 누가 진상인가